# Бюро
Бюро (на френски: Bureau), известно по-рано и като писалище, писалищна маса, е вид мебел с формата на маса, но с добавени чекмеджета и/или полици и служи за писане, четене или работа с компютър. Най-често се среща в офис, но и при домашна обстановка. Исторически бюрата се изработват от дърво, но напоследък се предпочитат по-леки конструкции като метални тръби, стъкло, имитация на дърво.